# بول بالتا
بول بالتا (بالإنجليزية: Paul Balta)‏(24 مارس 1929 – 27 يناير 2019) صحفي وكاتب فرنسي.

## السيرة الشخصية
بعد التخرج من مدرسة لويس الكبير الثانوية، قرر بالتا أن يصبح صحفيًا. وتخصص منذ عام 1970 إلى عام 1985 في منطقة الشرق الأوسط والمغرب العربي لصحيفة لوموند. ثم من 1987 إلى 1994 أدار مركز الدراسات الشرقية المعاصرة في جامعة باريس 3 - السوربون الجديدة .
توفي بالتا في 27 يناير 2019.